# Château d'Orly
Le château d'Orly est un château disparu qui était situé sur la commune d'Orly.
Il n'en reste pratiquement aucun vestige.

## Historique

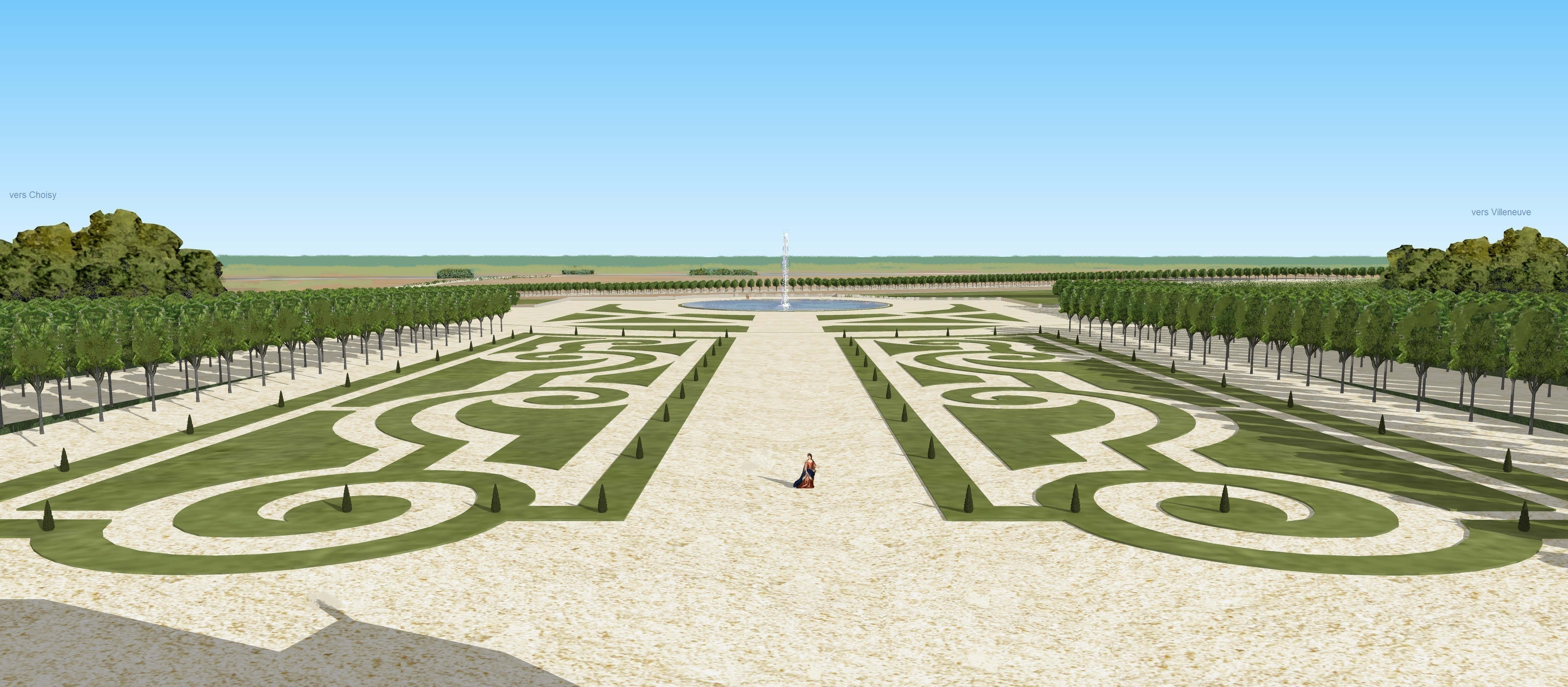
Restitution de la vue sur le parterre du château d'Orly, depuis le balcon du premier étage, vers 1720-1740 (d'après Delagrive).

Le château, élevé sur les dessins de l'architecte Robert de Cotte, a appartenu au président d'Ormesson. Il fut élevé sur plusieurs rampes de gazon ; en face, se présentait un parterre terminé par une grande terrasse donnant sur la campagne. Depuis la demi-lune, on découvrait en effet l'avenue qui menait de Choisy au château de Villeneuve-le-Roi. Dans le fond pouvait se découvrir au loin la Seine. 
Dulaure indique dans sa publication de 1786 que « ces jardins ont mérité longtemps une distinction particulière, par leurs sites et leur belle distribution ; mais le sage propriétaire a cru devoir rendre à la terre sa destination, en sacrifiant l'agrément à l'utilité. Des champs fertiles ont succédé à de stériles beautés, et le luxe à l'abondance. »

Vues d'artistes du château d'Orly
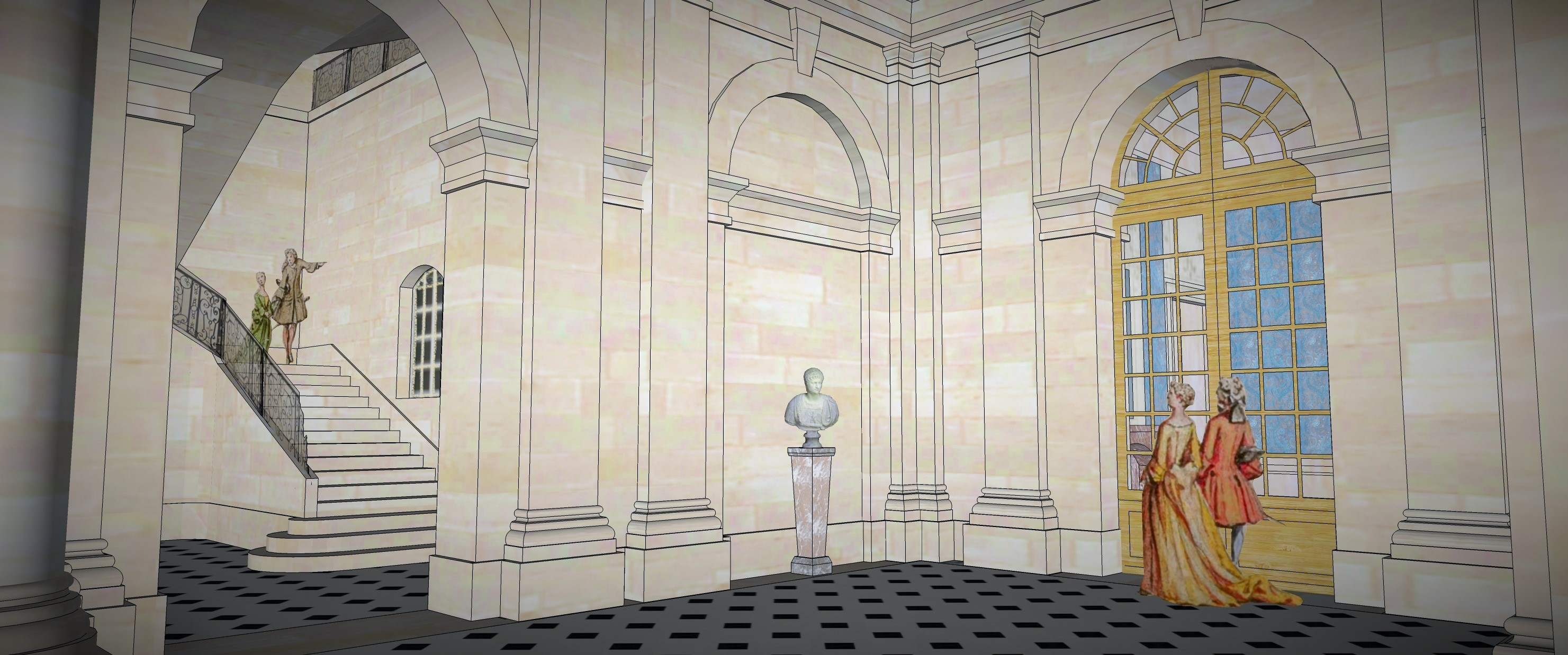
Restitution du vestibule du château d'Orly, vers 1720.
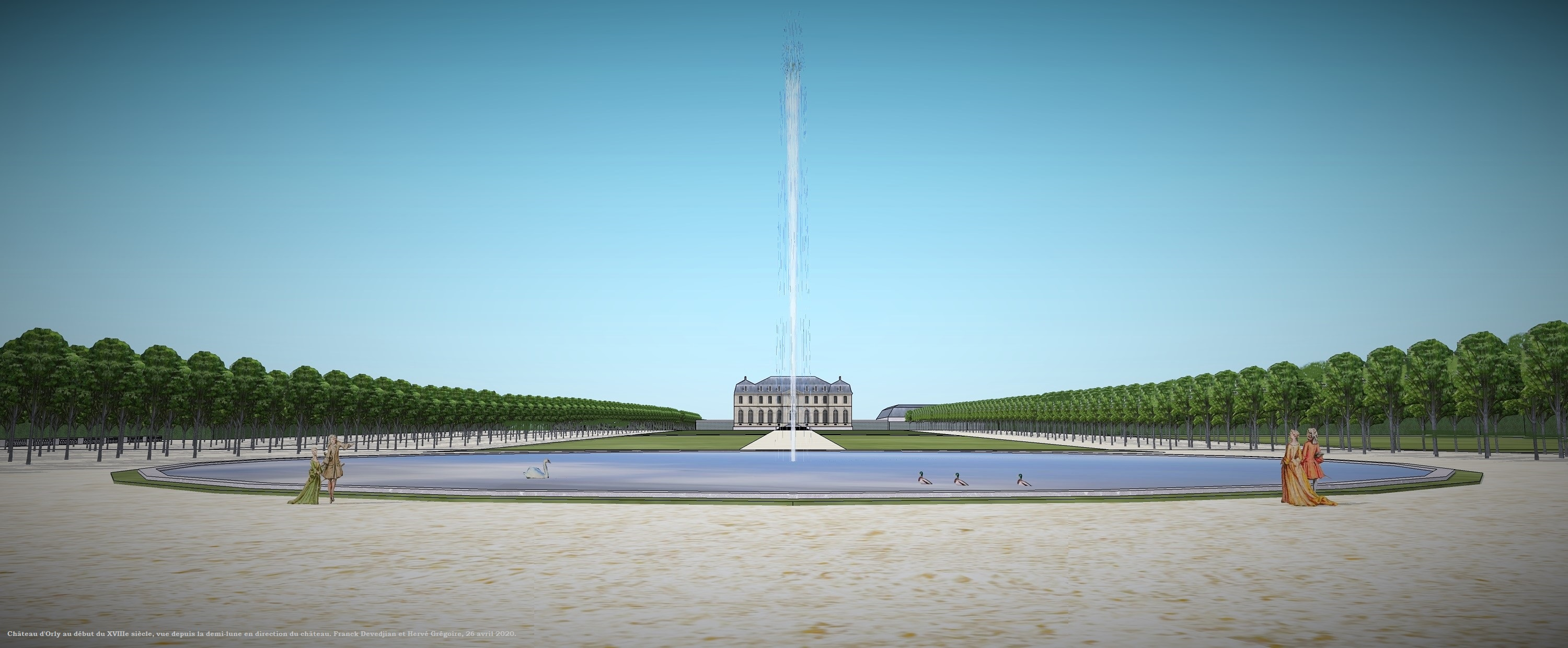
Le château d'Orly au début du XVIIIe siècle, vue depuis la demi-lune sur le château.
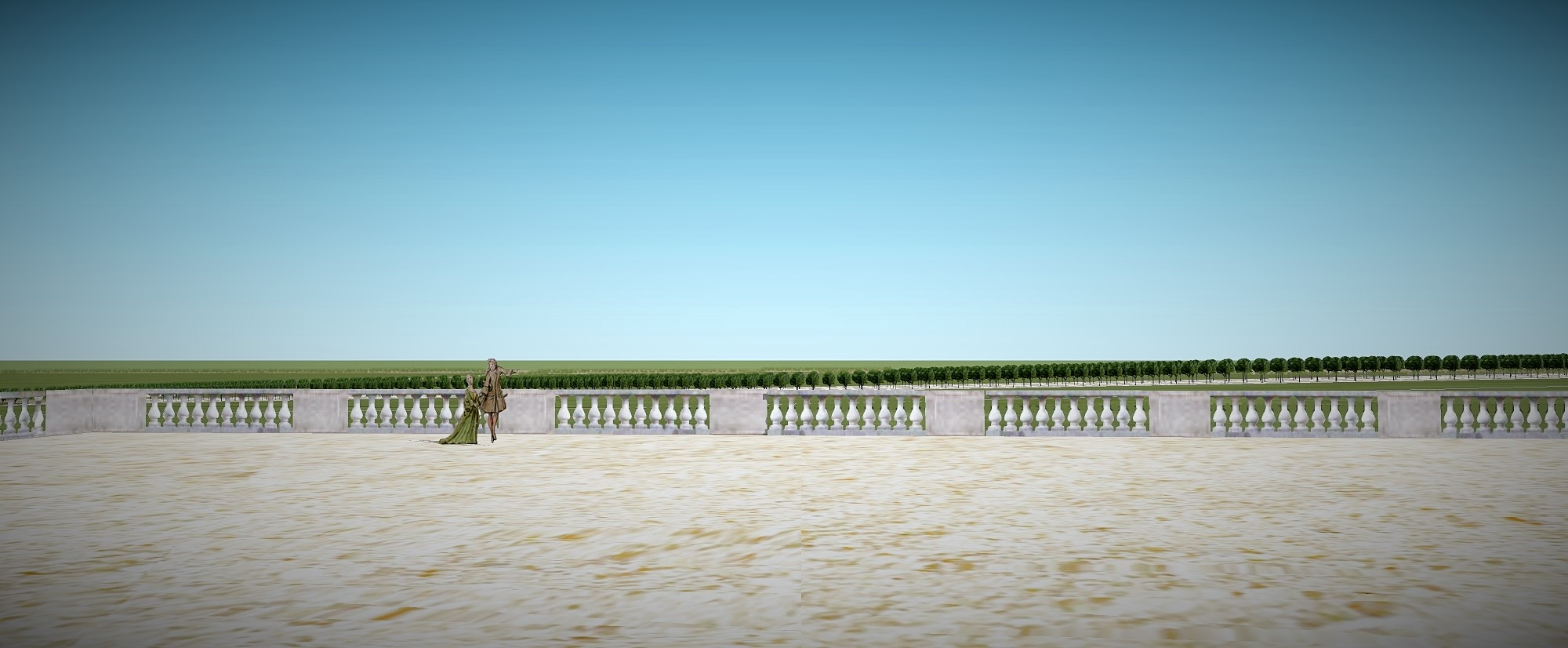
Vue depuis la demi-lune du château d'Orly, avec l'avenue de Villeneuve, début du XVIIIe siècle.
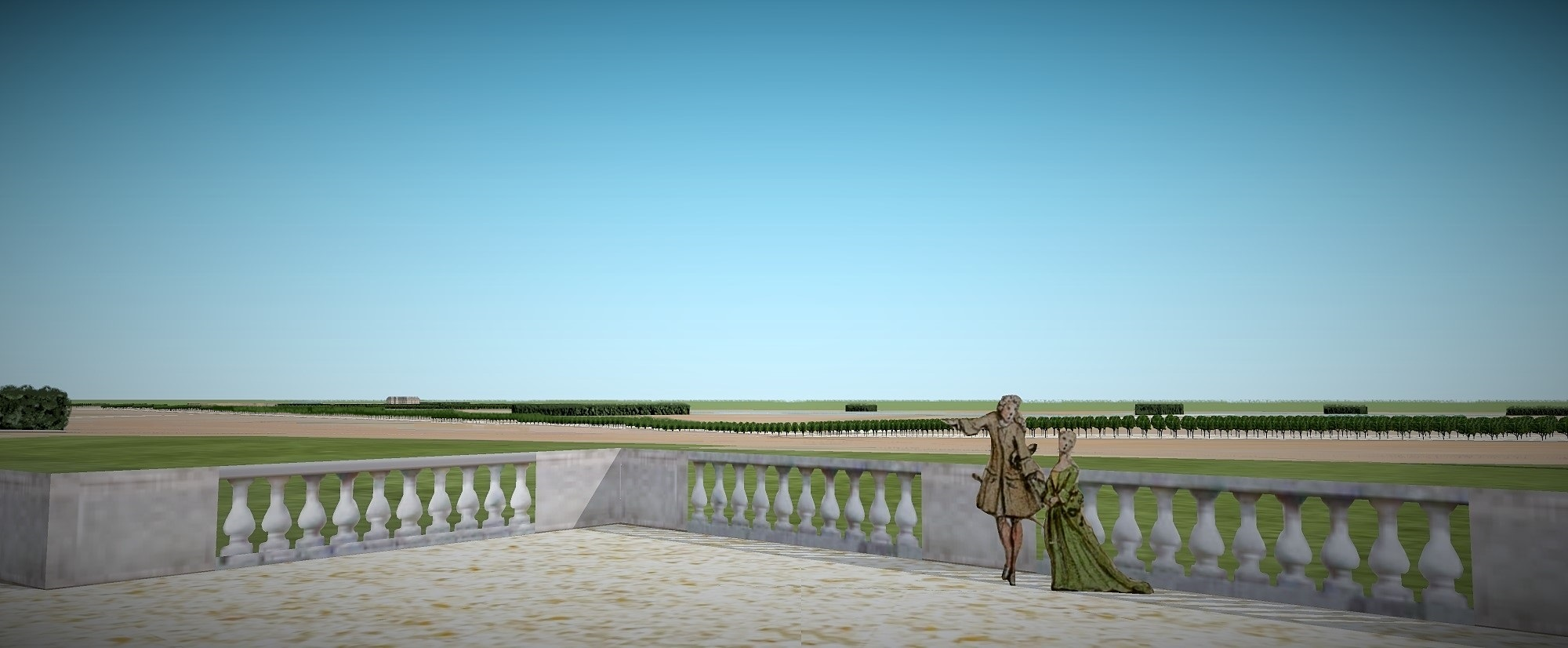
Vue depuis la demi-lune d'Orly avec Choisy et la Seine dans le fond, vers 1730.